# Warsob (Distrikt)
Warsob (tadschikisch : ноҳияи Варзоб), auch Nohijai Warsob, ist eine 1991 gegründete Verwaltungseinheit (Distrikt/Nohija) mit 82.000 Einwohnern innerhalb der Region der republikanischen Unterordnung in Tadschikistan, nördlich der Hauptstadt Duschanbe. Der Hauptort des Distriktes ist die Siedlung Warsob (tadschikisch Варзоб). Die Fläche der Verwaltungseinheit beträgt 1700 km².